# Kreatur

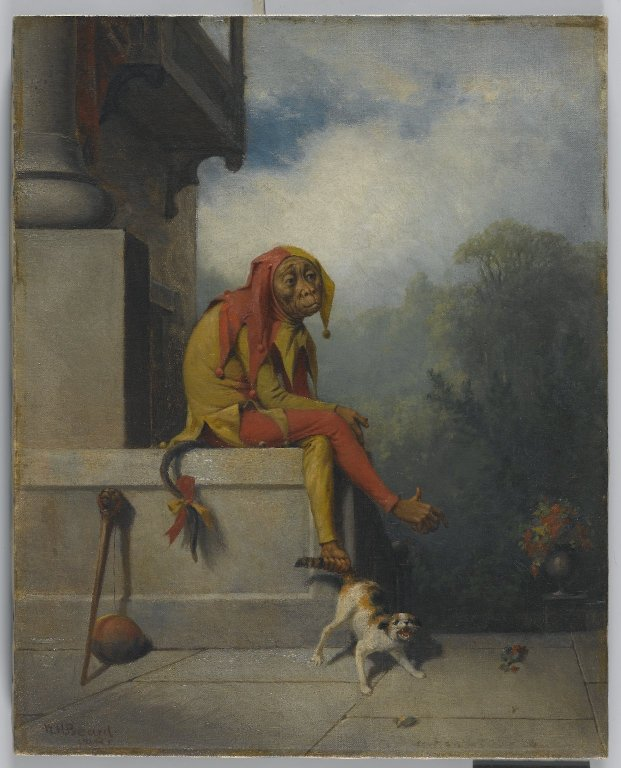
For What Was I Created?, William Holbrook Beard, Ölgemälde, ca. 1886

Eine Kreatur (über mittelhochdeutsch creatūr[e]/creatiur[e] und altfranzösisch creature von lateinisch creatura, ‚Geschöpf‘, von creare, ‚schaffen‘, ‚erschaffen‘, ‚schöpfen‘) ist eine andere Bezeichnung für die Schöpfung oder für ein Geschöpf. Die Bezeichnung hat Ähnlichkeit mit Natur oder Lebewesen, die bereits da waren, jetzt existieren und auch dann noch da sein werden, bevor und nachdem wir längst vergangen sein werden. Der Begriff wird mit einem Schöpfergott verbunden, der mit allen Geschöpfen (aller Zeiten) in Wechselbeziehung steht.
Wo dieses theologische Begriffsmerkmal fehlt, kann der Sprachgebrauch des Begriffs Kreatur geeignet sein, außergewöhnliche (wirkliche und erdachte) Lebensformen zu bezeichnen oder eine Tendenz zur Abwertung enthalten.
Folgende konkrete Bedeutungen sind möglich:
1. In zahlreichen Bibelübersetzungen verwendete Benennung für die Schöpfung, besonders in Versen wie Jes 24,4–6 oder Röm 8,22 (siehe auch: „Neue Kreatur“). Insbesondere sind damit alle auf der Erde existierenden Tiere und Pflanzen gemeint. In der Schweiz wird der Begriff auch auf den ersten Blick losgelöst vom theologischen Kontext verwendet, besonders im Verfassungskontext Würde der Kreatur.
2. Synonym für Geschöpf, also jedes Lebewesen (Mensch, Tier oder Pflanze), betrachtet unter dem Aspekt seiner Geschaffenheit, d. h. seiner Bezogenheit auf einen Schöpfergott und, über diesen, seiner wechselseitigen Bezogenheit zu allen anderen Geschöpfen.
  1. Gerade im Sinne einer wechselseitigen Bezogenheit auf das Andere (Mitmensch, Natur und, in letzter Steigerung von Andersheit, Gott) wurde der Begriff im Titel der in der Weimarer Zeit (1926–1930) im Verlag Lambert Schneider, Berlin, von Martin Buber, Viktor von Weizsäcker und Joseph Wittig herausgegebenen Vierteljahresschrift zu Menschsein und Dialog, Die Kreatur, verwendet.
3. Eine generelle (nicht wertende) Bezeichnung für Wesen, genauer Fabelwesen, in Literatur (siehe zum Beispiel Fantasy), Sagen oder Erzählungen. Dies bezieht insbesondere vom Menschen erschaffene Wesen mit ein, wie zum Beispiel Frankensteins Monster oder den Homunkulus. Intelligent handelnde Wesen technischen Ursprungs, etwa Roboter oder selbst Androiden werden eher selten (neutral gemeint) als Kreaturen bezeichnet.
4. Abwertende Bezeichnung eines Wesens
  1. Beschimpfung oder Diskriminierung eines Menschen
  2. abwertende Bezeichnung eines Tieres, beispielsweise aufgrund seines Aussehens (zum Beispiel Schlange, Krokodil)
  3. Klassifizierung oder Beschimpfung eines Fabelwesens als böse, zum Beispiel als Kreatur der Hölle